# Cshö szukpin
Cshö szukpin (hangul: 숙빈 최씨, handzsa: 淑嬪 崔氏) (1670. december 17. – 1718. április 9.) Szukdzsong csoszoni király szukpin rangú ágyasa volt. Cshö úrnő a társadalmi ranglétra legalacsonyabb fokára született: egyszerű szolga volt. Innen jutott a legmagasabb társadalmi osztályba, a királyság harmadik legrangosabb tisztségébe. Egy bátyja és egy nővére volt. Fia, I Güm Jongdzso néven több mint ötven évig uralkodott Csoszonban.

## Élete
Szülei nem sokkal születése után meghaltak, ezért 7 évesen a palotába került. A „Csonmin” osztályba tartozott, mely a Csoszon-kor legalacsonyabb társadalmi rangja volt. 
Szukcsong király és a lány első találkozásának körülményei ismeretlenek. Egy ismert elmélet szerint Szukpin „muszuri” volt, amíg Inhjon királynét száműzték, és Dzsang Hui Bin hercegné lett. A király hamar megkedvelte a lányt, és 1693-ban ágyasául fogadta. Három gyereknek adott életet. Még 1693-ban, amikor Jongszu herceg megszületett, „Szukvon” rangot kapott. A herceg még két hónaposan halt meg kanyaróban. 1694-ben született meg második fiuk, I Göm, Joning herceg, és Cshö ezután „Szukui” rangot kapott. I Güm lett később Jongdzso király, aki a Csoszon dinasztia egyik legjobb uralkodója volt. 1698-ban a gyermekük halva született. 1699-ben kapta meg a „Pin (Bin)” rangot, a másik nevének: „Szuk” jelentése tiszta.
Szukpin a végsőkig támogatta Inhjon királynét, és Dzsang Hui-bin ellen volt. 1701-ben rehabilitálták Inhjon királynét, aki visszatérhetett a száműzetésből. Dzsang Hui-Bint pedig a királyné elleni elmozdításban való részvételéért méreg általi halálra ítélték 1701-ben. A visszatért királyné azonban még abban az évben, 1701-ben hirtelen megbetegedett, és meghalt. 
1716-ban Szukpin megbetegedett, és 1718-ban halt meg. Sírján az alábbi szöveg olvasható: „Természete és rangja megkérdőjelezhetetlen. Nem riadt vissza senkitől. Mindig tiszteletteljes volt Inhjon királynéval és Invon királynéval. Bölcsessége és értelme ragyogott, amikor másokkal beszélgetett. Tartotta a kötelességét és a protokollt. Soha nem ellenségeskedett a palotában senkivel. Napjait békében és harmóniában töltötte.” A kivégzett Dzsang hercegné fia,I Jun az apja, Szukcsong 1720-ban bekövetkezett halálakor Kjongdzsongként örökölte a trónt, majd az ő halála után 1724-ben követte őt Cshö úrnő fia.

## Halála után
Joning herceg Jondzso királyként többször próbálta elérni, hogy az anyját Szukcsong király mellé temessék, és hogy ismerjék el nyilvános anyjaként, de ez nem sikerült. Posztumusz neve: Hvagyöng asszony, Szuk királyi ágyas a Cshö klánból (Hangul: 화경숙빈최씨, Handzsa: 和瓊淑嬪崔氏).

## Megjelenítés a médiában
A királyi ház titkai főszereplője, róla nevezték el a sorozatot, elsősorban a király és Szukpin közötti szerelmi kapcsolatot mutatja be.